# 驴妖
驴怪，或驴妖，是中国传说的驴子妖怪。

## 《宣室志》
在《宣室志》卷二「王薰」里，故事主角居住長安延壽裡。一天晚上,有三四輩一起住和吃,在蜡燭前突然有巨臂出燭影下,薰與他的朋友害怕就一起观看。其臂色黑,而有毛甚多。并传出声音说“这宴会你们怎么没请我？可不可以放些肉在我手上”，后来王薰放肉上去，却手又伸进来要，王薰就在朋友的建议下把那手砍了，砍下来却发现一条驴腿。隔天王薰到一户民宅，民宅屋主却说“我家的驴子被砍断了一只脚。”在水木茂的《中国妖怪事典》，里面此鬼怪被记作“驴”

## 《稽神录》
在《太平广记》朱从本引《稽神录》里，另有记载长有像人的手脚，但身体长黑色长毛的驴妖。该驴妖会晚上在人类的城市觅食，出现的城市会满城弥漫臭味。

## 《觚剩》
在清代钮琇的作品《觚剩》卷五《仇驴》里，黄明武骑黑驴外出，但驴忽然开口说话，说它袁三转世，所以要和黄明武复仇。

## 《右台仙馆笔记》
在清朝俞樾《右台仙馆笔记 卷5》里，慈溪北门冯家据传出现过驴妖，冯家小儿子经常得病昏厥。小儿子说有个耳朵很长但全身毛的人来床头，把泥团塞自己嘴里。大家才知道驴妖来了，后来冯家因为太平天国起义而毁于战火，但驴妖的巢穴还在，还时不时再出现。

## 参看
- 中国妖怪列表